# Piroscsőrű réce
A piroscsőrű réce (Anas erythrorhyncha) a madarak osztályának lúdalakúak (Anseriformes) rendjébe és a récefélék (Anatidae) családjába tartozó faj.

## Előfordulása
Angola, Botswana, Burundi, a Dél-afrikai Köztársaság, Dél-Szudán, Dzsibuti, Eritrea, Etiópia, Kenya, a Kongói Demokratikus Köztársaság,  Lesotho, Madagaszkár, Malawi, Mozambik, Namíbia, Ruanda, Szomália, Szudán, Szváziföld, Tanzánia, Uganda, Zambia és Zimbabwe területén honos.

## Megjelenése
Testhossza 43-48 centiméter, testtömege 540-590 gramm.
|  |  |